# Siyang (socken i Kina)
Siyang (kinesiska: 思阳乡, 思阳) är en socken i Kina. Den ligger i den autonoma regionen Guangxi, i den södra delen av landet, omkring 83 kilometer sydväst om regionhuvudstaden Nanning.
Genomsnittlig årsnederbörd är 2 397 millimeter. Den regnigaste månaden är juli, med i genomsnitt 471 mm nederbörd, och den torraste är januari, med 31 mm nederbörd.